# アンドレイ・ビートフ
アンドレイ・ゲオルギエヴィチ・ビートフ (ロシア語: Андре́й Гео́ргиевич Би́тов, ラテン文字転写: Andrei Georgiyevich Bitov, 1937年5月27日 - 2018年12月3日) は著名なロシアの作家で、祖先はチェルケス人である。

## 生涯
ビートフはレニングラードで生まれた。父親は建築家で、母親は法律家であった。彼は中等教育を1954年に終え、2年後には執筆を始めた。1957年、彼はレニングラード鉱山大学に入学した。在学中にグレブ・セミョノフが率いる若い作家の協会に参加した。彼は又北部での建設部隊にも所属し、1962年に卒業した。
それから彼は詩と不条理な短編小説を書き始めたが、それらは1990年代まで出版されなかった。1965年にはソビエト連邦作家同盟のメンバーになった。1978年までに彼は10作品を出版したが、最もよく知られた作品である『プーシキン館』が出版されたのはアメリカ合衆国で、ソ連ではペレストロイカが始まってから2年後まで出版されなかった。
1988年、彼はロシア・ペンクラブの創設者の一人となり、1991年から2016年まで会長を務めた。彼は又ゴーリキー文学大学でも教えた。2010年には国際ペン東京大会参加のため初来日した。
2013年には、彼の小説「愛のあるものを……」が文芸雑誌『オクトバー』の賞を受賞した。彼は2014年にはロシア連邦政府章の文化賞を受賞し、2015年にはプラトーノフ芸術賞を受賞した。2018年、ロシア連邦友好勲章を受章。ビートフはモスクワで没した。

## 英語に翻訳された作品
- Life in Windy Weather: Short Stories, Ardis, 1986.
- Pushkin House, Farrar, Straus & Giroux, 1987 & Dalkey Archive Press, 1998.
- A Captive of the Caucasus, HarperCollins, 1994.
- Ten Short Stories, Raduga Publishers, 1995.
- The Monkey Link, Farrar, Straus and Giroux, 1999.
- The Symmetry Teacher, Farrar, Straus and Giroux, 2014.

## 日本語に翻訳された作品
- 「トロヤの空の眺め」沼野充義訳、『ヌマヌマ : はまったら抜けだせない現代ロシア小説傑作選』河出書房新社 2021年 所収 ISBN 978-4-309-20840-4